# William Henry Moore
Pour les articles homonymes, voir William Moore et Moore.
Willam Henry Moore (19 octobre 1872-16 août 1960) est un homme politique canadien de l'Ontario. Il est député fédéral conservateur de la circonscription ontarienne d'Ontario de 1930 à 1945.

## Biographie
Né à Stouffville (en) en Ontario, Moore est le descendant de l'administrateur colonial de la province du New Jersey Samuel Moore (en) (c. 1630-1688) et est l'arrière-arrière-petit-fils du chef quaker Samuel Moore (en) (1742-1822). Il est aussi l'arrière-petit-neveu du loyaliste Elias Moore (en) (1776-1847), du loyaliste rebelle Enoch Moore (en) (1779-1841) et de l'abolitionniste Lindley Murray Moore (en) (1788-1874).
Moore gradue en arts de l'Université de Toronto en 1894 et continue ensuite des études en science politique. Il est également membre de la fraternité Alpha Delta Phi lorsqu'il étudie à la Cornell Law School (en),. Il étudie ensuite à la Osgoode Hall Law School et épouse Christine Mabel Bertram, fille du député de Toronto-Centre George Hope Bertram, en 1898.
En 1903, il est nommé assistant du président de la Toronto Railway Company. Il travaille également comme avocat à Toronto et est nommé au conseil du Roi. Il travaille également comme secrétaire pour le Canadien National. Au cours de sa vie, il est également directeur de la Massey-Harris Co. Ltd., de la Canadian Colonial Airways (en) et de la Brazean Colliers Ltd.
En 1913, il construit une demeure aux abords de la rivière Rouge sur ce qui est maintenant partie de Toronto. Nommée Moorlands, la demeure reste dans la famille jusqu'à son expropriation dans les années 1960 par la Toronto and Region Conservation Authority (en) qui l'ouvre au public sous le nom de Petticoat Creek (en) Conservation Area en 1975.
Moore reçoit un doctorat en droit honorifique de l'Université d'Ottawa en 1922 et un doctorat en lettres et compagnon de la Royal Statistical Society.
Il est candidat dans la circonscription d'Ontario sans succès aux élections fédérales canadiennes de 1926. Élu en 1930 et réélu en 1935 et 1940, il ne se représente pas en 1945.
Ayant un intérêt pour l'économie, il est nommé président de la commission des tarifs en 1926.

## Contribution
D'après Graham Fraser, sixième commissaire aux langues officielles du Canada, Moore était un improbable défenseur des droits des Canadiens-français. Malgré ses origines, issu de loyalistes à l'Empire britannique, il s'oppose à l'adoption de la Regulation 17 qui, en pleine Première Guerre mondiale, abolissait l'éducation francophone en Ontario. Il écrit alors le livre The Clash: A Study in Nationalities dans lequel il exprime que la tradition britannique repose sur le bilinguisme et l'inclusion en contraste avec l'approche rigide et prussienne qui était alors appliquée.
Le sénateur Léon-Mercier Gouin décrit l'œuvre The Clash comme une étude exhaustive de son peuple et endosse la vision de Moore sur la nationalité qui se définissait par :
1. Identité ethnique,

2. Identité de la langue,

3. L'unité de la religion,

4. Intérêts économiques communs,

5. Habitation soumise à des conditions géographiques communes,

6. Histoire et traditions communes,

7. Une théorie uniforme du gouvernement.

## Livres
Moore est l'auteur de plusieurs livres sur la culture et l'économie, dont :
- Railway Nationalisation and the Average Citizen (1917)
- Railway Nationalisation and the Farmer (1917)
- The Irresponsible Five: A New Family Compact (1917)
- The Clash! A Study of Nationalities (1918) (un livre sur la relation francophone/anglophone au Canada)
- Polly Masson (1919)
- Commandments of Men (1925)
- Definite National Purpose (1933)
- Yellow Metal (1934)
- Underneath It All (1942)
- When the Iron is Hot (1943)
- Grey Days (1946)
- By Their Fruits (1949)
- Mackenzie King (publication privée)